# جوردن كلارك (لاعب كرة قدم أسترالي)
جوردان كلارك (من مواليد 16 أكتوبر 2000) هو لاعب كرة قدم أسترالي محترف يلعب لنادي غيلونج لكرة القدم في الدوري الأسترالي لكرة القدم (AFL).